# Tajči
Tajči ([ˈtaɪtʃi]), pseudonimo di Tatjana Cameron, nata Matejaš (Zagabria, 1º luglio 1970), è una cantante croata naturalizzata statunitense.
Fu una delle più famose popstar della Jugoslavia, ma dalla sua dissoluzione è oggi una cittadina americana.

## Biografia e carriera
Come popstar nella ex Jugoslavia alla fine del 1980 e all'inizio degli anni novanta, vinse la selezione nazionale nella Repubblica Socialista di Croazia e ottenne il diritto di rappresentare la Jugoslavia all'Eurovision Song Contest 1990, svoltosi proprio a Zagabria (dopo la vittoria del gruppo jugoslavo Riva nel 1989), piazzandosi settima con la canzone "Hajde da ludujemo" (Facciamo pazzie!).
Successivamente la sua carriera musicale fu interrotta dalla disgregazione della Federazione e dalla successiva guerra. Dopo aver lasciato la Croazia nel 1992, un anno dopo si laureò presso l'American Musical e Dramatic Academy di New York.
Apparve in numerose produzioni di Broadway e ottenne un ruolo da protagonista in Miracolo di Natale una mega-produzione nel Sight and Sound Theatre, di Lancaster, Pennsylvania. Durante il suo soggiorno a New York, firmò un contratto con Camile Barbone e, in seguito, produsse il suo primo CD americano, Age of Love.
Nel 1994, tornò in Croazia e recitò in una produzione di Baciami Kate nel Teatro Nazionale Croato, di Fiume.
Si trasferì a Los Angeles nel 1997, cercando di espandere le sue capacità attraverso la televisione e il cinema. Contemporaneamente continuò la sua carriera di teatro musicale con ruoli in Brigadoon prodotto dallo Starlight Theatre di San Diego e ne Il fantasma dell'Opera al San Gabriel Mission Playhouse. Nel 1997-98, produsse una serie di concerti di beneficenza in California, dove incontrò Matthew Cameron, che sposò nel 2000.
Alla fine del 2004, lei e la sua famiglia si trasferirono a Cincinnati, Ohio.
Dal 2014 Tajči, suo marito e i loro tre figli vivono a Franklin, Tennessee. Dallo stesso anno ha iniziato a produrre uno show televisivo, Waking Up in America e nel 2015 ha fondato Waking Up Revolution, una piattaforma che propone di trasformare la propria vita, se si hanno sogni e possibilità, tentando un cambiamento positivo di se stessi nel mondo.

## Discografia
- Hajde da ludujemo (1990)
- Bube u glavi (1991)
- Struggles & Graces (1997)
- Now and Forever (2000)
- Emmanuel – The Story of Christmas (2002)
- Let It Be – Mary's Story (2003)
- I Thirst (2004)
- Zlatna kolekcija (2004)
- A Chance to Dream (2006)
- Need A Break (2008)
- All american (1991)
- The best of Tajči (1992)
- The love collection (2011)
- Taichi Eqinocij (1997)
- God bless America (2010)
- Dell'aurora tu sorgi più bella (2011)
- VHS Bube u glavi (1991)
- AWAKEN (2014)